# 아네르스 베링 브레이비크
아네르스 베링 브레이비크(노르웨이어: Anders Behring Breivik, 1979년 2월 13일~)는 노르웨이의 연쇄 살인범이자 극우파 테러리스트이다. 2011년 7월 22일 테러 및 총기난사를 일으켜 77명을 살해한 혐의로 체포된 용의자이다.

## 어린 시절
오슬로에서 외무공무원인 아버지와 간호사인 어머니 사이에서 태어났다. 1세 때 그의 부모는 이혼했고, 그의 부친은 다른 여성과 재혼했다. 재혼한 부친이 그에 대한 양육권을 주장했으나, 법원은 모친에게 양육권을 인정하여 그는 이후 편모 슬하에서 살았다. 평범하게 성장하던 그는 이슬람과 노르웨이 정치 현실에 매우 비판적인 극우 민족주의 성향을 띠게 되었다. 그런 가운데 그는 농산물 재배업체를 운영하였고, 줄곧 오슬로에서 어머니와 함께 살다가 2011년 6월 헤드마르크 주의 농촌으로 혼자 거처를 옮겼다. 그 곳에서 그는 비료 등을 이용한 폭탄을 제조하고 총기를 구입하며 테러 준비를 했다.

## 범행
2011년 7월 22일, 그는 오슬로의 정부청사에 ANFO 폭탄으로 폭탄테러를 일으키고 이어 집권 여당인 노동당의 청소년 정치캠프가 열리고 있는 우퇴위아섬으로 이동, 그 곳에서 1시간가량 섬을 활보하며 캠프 참가자들을 향해 글록 권총, 루거 미니-14 등의 총기를 난사하였다. 이로 인하여 오슬로에서 8명, 우퇴위아섬에서 69명이 사망하였다.
그는 결국 체포되어 현재 구치소에 수감 되었다. 노르웨이 법률상 그에게 선고될 수 있는 최고형은 테러 관련 죄를 적용할 경우 징역 21년형이며, 판사가 5년에 한 번씩 형기 연장을 무한정으로 결정할 수 있다. 한편 반인륜 범죄 행위가 적용되면 징역 30년형까지도 선고가 가능하다. 2012년 8월 24일, 징역 21년형을 선고받았다.

## 종교
브레이비크의 페이스북 페이지에는 그의 종교가 개신교도라고 되어 있다. 또한 15살에 노르웨이 루터교에서 세례를 받았으나, 10대 이후에 교회에 나가지는 않았고, 자신을 문화적 그리스도인(Cultural Christian)이라고 밝혔다.
브레이비크는 이슬람교와의 대화를 위해 노력하던 교황 베네딕토 16세를 다음과 같은 말로 강도 높게 비판하였다. “베네딕토 교황은 기독교 신앙과 유럽의 모든 그리스도인을 배신하였다. 따라서 그는 비겁하고 무능한 인간이며, 또한 부정하고 불법적인 교황으로 취급해야 마땅할 것이다.” 브레이비크는 또한 기존의 가톨릭 및 개신교의 교계제도 등을 전복시킨 다음에 ‘범기독교평의회’를 수립하여 새로운 유럽의 교회를 세워야 한다고 역설하였다.

## 같이 보기
- 2011년 노르웨이 테러
- 급조폭발물
- 우범곤
- 쓰야마 사건